# 比色分析 (化学)

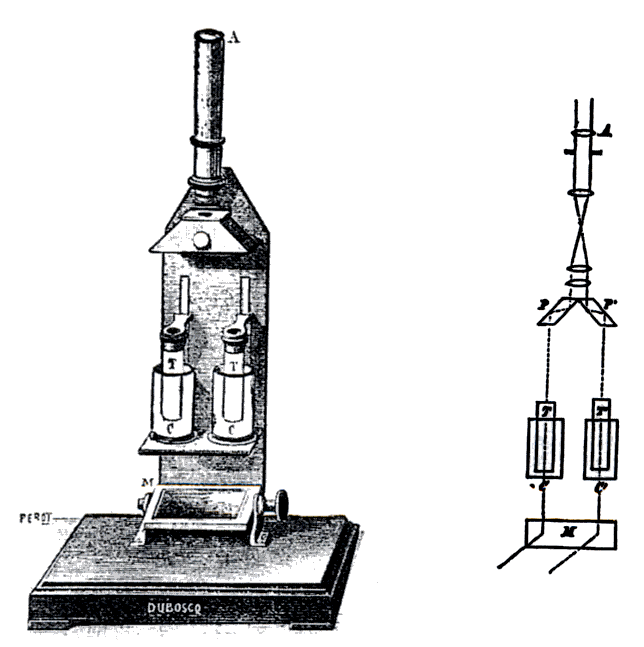
デュボスク比色計(1870年)。2つの円筒に入った液体試料の深さを調節し、光の吸収を視覚的に比較する。

比色分析（ひしょくぶんせき）は、物理化学と分析化学において、溶液中の物質の濃度を色調変化から決定する化学分析。特定波長の光の吸光度（もしくは透過率）が溶液の濃度と液層の厚さに比例する法則（ランベルト・ベールの法則）を用いて、濃度を計算する。古くは可視光線を用いる比色計で測定したが、近年は光度計及び分光法の発達により、紫外線、近赤外線領域の測定も可能であり、一般には吸光光度法とも呼ばれる。

## 比色計
比色計（吸光光度計）は特定波長の光の吸光度（もしくは透過率）を測定することにより溶液の濃度を知るための装置（比色計は色を測定するための測色計、色彩色差計とは異なる）。
装置の使用にあたっては、基準または参照となる濃度既知の溶液を含め、異なる溶液を用意する。最初に標準溶液(通常蒸留水と別の溶液の混合物)で満たしたキュベットを用いて装置を較正する。較正が終了して初めて密度や濃度の測定を開始できる。古典的な視覚的比色計、例えば図に示したデュボスク比色計では、試料溶液を透過した光が肉眼で等しくなるように、光が通り抜ける溶液の距離を調節する。理想的な条件ではランベルト・ベールの法則に従い、濃度×距離=一定の関係が成り立つことから、色の濃度が一致する基準溶液の距離から、濃度未知の溶液の濃度を計算することができる。単一波長の光を用いた測定で、より良い結果を得るためには、測定対象の物質が吸収する光の波長と試料溶液に照射させる入射光の波長を合わせなければならない。そのため比色計に使用するフィルターの選択は重要であり、例えば溶液の色が青であれば、吸収される光は赤であるから、赤色フィルターを用いて、入射光から赤以外の光を除く。
1960年代になると分光測色計が主流となり、分光にプリズムや回折格子を用いるようになった。精度良く入射光の波長を制御できるようになったため、一度の計測（スキャン）で広い範囲の波長おける吸光度の測定が可能となった。また、光源、検出器、試料セル（キュベット）などの各種要素も改良され、測定の精度と効率は向上している。
特定物質の検出と簡単な定量は、同様の原理に基づきネスラーの比色管と呈色試薬が用いて行うことができる。

## 試薬
比色分析にでは様々な発色試薬を用いて、分析対象物質の存在を測定可能な色に変換する。無機化学、有機化学では金属イオンや元素の分析、生化学の分野では酵素、抗体、ホルモンの分析に発色試薬が用いられる。生化学での発色試薬の例は以下の通り。
- p-ニトロフェニルリン酸はアルカリホスファターゼ(ALP)によって加水分解され黄色を呈する。肝機能検査に用いられる。
- クマシーブリリアントブルー（CBB）はタンパク質定量(ブラッドフォード法)に用いられる染色試薬。タンパク質と結合すると褐色が青色になる。ビシンコニン酸も同様にタンパク質の定量に用いられる。
- TMBはELISA試験において用いられる免疫染色のための試薬。